# El burlador de Florencia
 El burlador de Florencia (The Affairs of Cellini)  es una película cómica estadounidense de 1934 dirigida por Gregory La Cava y protagonizada por Frank Morgan, Constance Bennett, Fredric March, Fay Wray y Louis Calhern. El film es una adaptación de Bess Meredyth de la obra The Firebrand of Florence de Edwin Justus Mayer.

## Plot
Tanto el duque como la duquesa tienen buen ojo para la belleza y otras parejas. El duque actualmente se enamora a una joven que se hace pasar por modelo de artista. La duquesa, por su parte, tiene sus ojos puestos en el famoso artista, Benvenuto Cellini, que está en el palacio haciendo un juego de platos de oro para usar en banquetes ducales. Cellini supuestamente hipnotiza a mujeres jóvenes y pone los cuernos al duque de Florencia. El duque, un tanto inconsciente, es reacio a castigar al joven porque Cellini le fabrica artículos de oro, pero lo arroja a la cámara de tortura. Sin embargo, una copa de vino envenenado resuelve el problema.

## Argumento
- Constance Bennett como la Duquesa de Florencia
- Fredric March como Benvenuto Cellini
- Frank Morgan como Alessandro, Duque de Florencia
- Fay Wray como Angela
- Vince Barnett como Ascanio
- Jessie Ralph como Beatrice
- Louis Calhern como Ottaviano
- Jay Eaton como Polverino
- Paul Harvey como emisario
- Jack Rutherford como Capitán de la guardia
- Irene Ware como Hija de la Real casa de Bocci

## Premios y distinciones
Premios Óscar
| Año  | Categoría               | Persona           | Resultado |
| ---- | ----------------------- | ----------------- | --------- |
| 1935 | Mejor actor             | Frank Morgan      | Nominado  |
| 1935 | Mejor sonido            | Thomas T. Moulton | Nominado  |
| 1935 | Mejor dirección de arte | Richard Day       | Nominado  |
| 1935 | Mejor fotografía        | Charles Rosher    | Nominado  |